# 西洲街道
西洲街道，是中华人民共和国湖南省永州市道县下辖的一个乡镇级行政单位。

## 行政区划
西洲街道下辖以下地区：
城中社区、西洲社区、狮子岭社区、小江口社区、石厨头社区和大坪子社区。